# Mandarinros
Mandarinros (Rosa moyesii)  är en art i familjen rosväxter från Kina. 
Arten växer i buskage och på sluttningar, 2700–3800 m. Den odlas som trädgårdsväxt i Sverige.

## Utseende
Bildar kraftiga lövfällande buskar på 1–4 m med upprätta till bågböjda grenar. Taggar saknas på fertila skott eller sitter i par under bladfästena, de är raka eller något krökta, upp till 5 mm långa, flata med bred bas. Bladen är parbladiga och ormbunkslika, mörkt gröna och läderartade, ca 7–13 cm långa med 7–13 småblad som är äggrunda till elliptiska eller avlånga, 1–5 × 0,8–2,5 cm, kala på ovansidan och ludna på undersidan, ibland bar längs nerverna, kanterna är enkelt tandade. Blommorna sitter ensamma eller 2–3 och blir 4–6 cm i diameter, vanligen med glandelhåriga skaft, men ibland kala. De är doftlösa eller mycket mycket svag doft. Foderbladen är bladlika, flikiga. Kronbladen är djupt röda till rosa eller i sällsynta fall, vita, brett äggrunda. Nypon purpurröda till orangeröda, klotformade eller äggrunda med en kort hals i spetsen, till 5 cm långa, 1–2 cm i diameter, ibland med kvarsittande, upprätta foderblad.
Två varieteter erkänns:
- var. moyesii - endast nerverna är ludna på bladens undersidor.
- var. pubescens T. T. Yü & H. T. Tsai, 1936 - hela bladens undersidor är ludna (Kina: Sichuan).

## Etymologi
Arten är uppkallad efter pastor E. J. Moyes, som var E.H. Wilson behjälplig under hans resor i Kina.

## Hybrider
Trädgårdsformer och hybrider av mandarinrosen förs till moyesiirosor (R. Moyesii-gruppen) och endast ett fåtal hybrider har fått vetenskapliga namn.
R. ×pruhoniciana är hybriden med girlandros (R. willmottiae) och R. ×wintoniensis är hybriden med (R. setipoda).

## Synonymer
- Rosa holodonta Stapf, 1931
- Rosa moyesii var. fargesii Rolfe, 1919